# Vitalianthus
Vitalianthus, rod mahovnjača jetrenjarki, isprva smatran brazilskim endemom, opisan tek 1993. godine s tek jednom vrstom, V. bischlerianus, da bi 2002. bila otkrivena još jedna vrsta, V. urubuensis. Godine 2012. otkrivena je i jedna vrsta u jugozapadnoj Kini u Autonomnoj regiji Guangxiju, po čemu je nazvana V. guangxianus. Posljednji predstavnik je V. aphanellus za koju se ispitivanjima 2015. godine ustanovilo da ne pripada rodu Microlejeunea gdje se vodila pod imenom Microlejeunea aphanella (Spruce) Stephani.

## Vrste
1. Vitalianthus aphanellus (Spruce) Bechteler, G.E. Lee, Schäf.-Verw. & Heinrichs, 2015 [2016]
2. Vitalianthus bischlerianus (K. C. Pôrto & Grolle) R.M. Schust. & Giancotti, 1993
3. Vitalianthus guangxianus R.L. Zhu, Qiong He & Y.M. Wei, 2012
4. Vitalianthus urubuensis Zartman & I. L. Ackerman, 2002

izvori za vrste